# Омен 2: Дэмиен
«Омен 2: Дэмиен» (англ. Damien: Omen II) — американский мистический триллер/фильм ужасов 1978 года режиссёров Дона Тэйлора и Майка Ходжиса, вторая часть киносериала «Омен» о воцарении Антихриста на Земле. Премьера фильма состоялась 5 июня 1978 года. В США фильм собрал $26 518 355, из них в первый уик-энд $3 880 880.

## Сюжет
Через неделю после похорон Роберта и Кэтрин Торн археолог Карл Бугенхаген узнает, что их приёмный сын Дэмиен жив. Доверившись своему другу Майклу Моргану, что Дэмиен — антихрист, Бугенхаген хочет, чтобы он дал опекуну Дэмиена ящик, содержащий кинжалы Мегиддо, единственное оружие, которым можно убить Дэмиена. Морган не верит словам Бугенхагена, и старый археолог показывает ему фреску Стены Игаэля, которая, как говорят, была нарисована монахом, который видел Дьявола и имел видения Антихриста, каким он будет от рождения до смерти. Чёрный ворон наблюдает за спуском двух друзей в подземелье. Морган поражён, увидев древнее изображение Антихриста с лицом Дэмиена, однако в это момент происходит обвал, засыпая Бугенхагена и Моргана заживо.
Семь лет спустя 12-летний Дэмиен живёт в Чикаго со своим дядей, промышленником Ричардом Торном и его женой Энн. Дэмиен хорошо ладит со своим двоюродным братом Марком, сыном Ричарда от первого брака, с которым он учится в военной академии. Однако тетя Ричарда, Мэрион, настроена против Дэмиана и требует разлучить Марка и Дэмиана, угрожая забрать свою долю. Ночью к ней прилетает чёрный ворон и она умирает от сердечного приступа.
Менеджер Торн Индастрис Пол Бухер предлагает расширить деятельность компании за счет сельского хозяйства; однако проект откладывается старшим менеджером Биллом Атертоном, который называет намерение Бухера скупить землю в процессе неэтичным. На вечеринке по случаю дня рождения Марка Бухер представляется Дэмиену, приглашает его увидеть растение, а также говорит о своем приближающемся посвящении. Бухер, похоже, мирится с Атертоном. На следующий день происходит хоккейный матч на льду реки, за игроками наблюдает чёрный ворон. Атертон проваливается под лёд и его уносит течение.
Репортёр-расследователь Джоан Харт, друг куратора музея Торна доктора Чарльза Уоррена, приезжает в Чикаго и расспрашивает Ричарда о встрече его брата с Бугенхагеном. Когда она рассказывает о погибших археологах , Ричард в гневе выгоняет её из машины. Джоан, недавно видевшая Стену Игаэля, посещает академию и ужасается, увидев Дэмиена. Она в панике уезжает, но её машина загадочным образом глохнет. Чёрный ворон неистово атакует Джоан, выклевывая ей глаза. Ослепшая Джоан выходит на дорогу и попадает под колёса полугрузовика.
На уроке истории Дэмиен неожиданно для всех и для себя демонстрирует раззадореному учителю истории поистине энциклопедические знания. Новый командир Дэмиена, сержант Нефф, просит Дэмиена выйти и отчитывает его за что тот слишком рано показал свою подлинную сущность. Он советует недоумевающему Дэмиену заглянуть в соответствующий стих Библии. Прочитав о метках Сатаны, Дэмиен с ужасом обнаруживает их у себя под волосами.
Бухер организует для группы кадетов академии экскурсию по химическому заводу Торнов. Одна из труб взрывается, помещение заволакивает ядовитый газ, в облаке которого гибнет доктор Дэвид Пасариан. Кадетов кладут в больницу для обследования, молодой доктор обнаруживает, что клетки костного мозга Дэмиена идентичны клеткам шакала. Он спешит к начальству, чтобы поделиться этими данными но погибает при аварии лифта.
Ящик Бугенхагена был найден во время раскопок руин и доставлен в Музей Торна. Доктор Уоррен открывает его и находит семь кинжалов Мегиддо, единственное оружие, способное убить Дэмиена, а также письмо Бугенхагена, в котором объясняется, что Дэмиен — антихрист. Уоррен спешит сообщить Ричарду. Марк подслушивает их разговор и догадывается о страшной правде. Во время откровенного разговора с Дэмиеном он кидает кузену в лицо обвинения. Дэмиен признаёт себя сыном Дьявола и шакалихи и предлагает Марку присоединиться к нему. Марк отказывается, и Дэмиен своим могуществом убивает его. На вскрытии находят что Марк умер от аневризмы сосудов мозга.
Потрясённый смертью сына, Ричард едет в Нью-Йорк, где встречает обезумевшего Уоррена, тот отводит Ричарда на станцию и показывает ему грузовой вагон, где находится Стена Игаэля. Потрясённый Ричард разглядывает изображения Дэмиена, в то время как дьявольские силы, запустив движение локомотива, убивают Уоррена, Стена Игаэля разрушается при падении. На церемонии в академии Дэмиен получает саблю как лучший выпускник и спешит в музей Торна. Ричард достаёт кинжалы Мегиддо, пытаясь убедить жену в подлинной сущности Дэмиена. Неожиданно Энн с возгласом: «Я буду служить ему вечно» вонзает кинжалы в мужа. Она призывает Дэмиена и тот своим могуществом поджигает музей, сжигая Энн заживо, она разделяет судьбу Вавилонской блудницы. Дэмиен покидает горящий музей.

## Кастинг
Первоначально роль Роберта Торна предложили Уильяму Холдену (его сыграл Грегори Пек), однако он отказался, когда узнал, что фильм о дьяволе. После успеха первого фильма он пожалел и во второй серии сыграл Ричарда Торна. Ли Грант, потрясенная первой частью, сыграла Энн Торн. Рэй Бервик (1914—1990) занимался обучением воронов, использованных в нескольких сценах в фильме. Для нападения на фотокорреспондента Джоан Харт использовали живых и искусственных птиц.

## В ролях
| Актёр                 | Роль                 |
| --------------------- | -------------------- |
| Уильям Холден         | Ричард Торн          |
| Ли Грант              | Энн Торн             |
| Джонатан Скотт-Тэйлор | Дэмиен Торн          |
| Роберт Фоксуорт       | Пол Буэр             |
| Николас Прайор        | доктор Чарльз Уоррен |
| Лью Эйрс              | Билл Этертон         |
| Сильвия Сидни         | тётя Мэрион          |
| Лэнс Хенриксен        | сержант Дэниэл Нэфф  |
| Элизабет Шефард       | Джоан Харт           |
| Лукас Донат           | Марк Торн            |
| Аллан Арбус           | Дэвид Пасариан       |
| Мешак Тейлор          | доктор Кейн          |
| Лео Маккерн           | Карл Бугенхаген      |
| Ян Хендри             | Майкл Морган         |